# Eschlkam
Eschlkam è un comune tedesco di 3 530 abitanti, situato nel land della Baviera.